# スティーヴン・ザイリアン
スティーヴン・ザイリアン（Steven Zaillian, 1953年1月30日 - ）は、アメリカ合衆国の映画監督、脚本家、映画プロデューサー。「ゼイリアン」とも表記される。代表作に『シンドラーのリスト』『アイリッシュマン』など。

## 経歴
1953年1月30日、カリフォルニア州フレズノに生まれる。サンフランシスコ州立大学で映画を学んだ。編集技師としてキャリアを開始し、『コードネームはファルコン』が脚本家としての最初の仕事となった。1993年『ボビー・フィッシャーを探して』で映画監督デビューする。同年『シンドラーのリスト』でアカデミー賞脚色賞を受賞した。『レナードの朝』『マネーボール』『アイリッシュマン』など実話をベースとした脚本を数多く手がけている。

## フィルモグラフィー

### 映画
- チャック・ノリスのブレイカー!ブレイカー! Breaker! Breaker! (1977年) 編集
- 巨大クモ軍団の襲撃 Kingdom of the Spiders (1977年) 編集
- コードネームはファルコン The Falcon and the Snowman (1985年) 脚本
- レナードの朝 Awakenings (1990年) 脚本
- みんな愛してる Jack the Bear (1993年) 脚本
- ボビー・フィッシャーを探して Searching for Bobby Fischer (1993年) 監督・脚本
- シンドラーのリスト Schindler's List (1993年) 脚本
- 今そこにある危機 Clear and Present Danger (1994年) 脚本
- ミッション:インポッシブル Mission: Impossible  (1996年) 原案
- シビル・アクション A Civil Action (1999年) 監督・脚本・製作総指揮
- ハンニバル Hannibal (2001年) 脚本
- ギャング・オブ・ニューヨーク Gangs of New York (2001年) 脚本
- ザ・インタープリター The Interpreter (2005年) 脚本
- オール・ザ・キングスメン All the King's Men (2006年) 監督・脚本・製作
- アメリカン・ギャングスター American Gangster (2007年) 脚本・製作総指揮
- クリステン・スチュワート ロストガール Welcome to the Rileys (2010年) 製作総指揮
- マネーボール Moneyball (2011年) 脚本
- ドラゴン・タトゥーの女 The Girl with the Dragon Tattoo (2011年) 脚本・製作総指揮
- シャドー・チェイサー The Cold Light of Day (2012年) 製作総指揮
- エクソダス:神と王 Exodus: Gods and Kings (2014年) 脚本
- エジソンズ・ゲーム The Current War (2017) 製作総指揮
- アイリッシュマン The Irishman (2019年) 脚本
- 底知れぬ愛の闇 Deep Water (2022年) 製作

### テレビドラマ
- ザ・ナイト・オブ The Night Of (2016年) 監督・脚本・企画・製作総指揮
- リプリー（英語版）（2021年）監督・脚本

## 受賞
- 1994年 - 第51回ゴールデングローブ賞 - 脚本賞（『シンドラーのリスト』）[2]
- 1994年 - 第66回アカデミー賞 - 脚色賞（『シンドラーのリスト』）[3]